# Torneo Clausura 1999 (El Salvador)
El Torneo Clausura 1999 (llamado Copa CLIMA) fue el segundo torneo corto desde la creación del formato de un campeonato Apertura y Clausura, que se juega en la Primera División de El Salvador. Luis Ángel Firpo se proclamó campeón por sexta vez en su historia, y primera ocasión en este tipo de competencia. A partir de este certamen, los ganadores han sido reconocidos como "campeones de liga".

## Formato de competición
El torneo clausura se desarrolla de la misma forma que el torneo de temporada anterior, en dos fases:
- Fase de clasificación: los dieciocho días del campeonato.
- Fase final: los partidos de ida y vuelta que van desde las semifinales hasta la final.

### Fase de clasificación
Durante la fase de clasificación, los diez equipos se enfrentan a los otros nueve equipos dos veces según un calendario elaborado al azar. Los cuatro mejores equipos se clasifican para las semifinales, mientras que el último desciende a la Segunda División .
La clasificación se basa en la escala de puntos clásica (victoria a 3 puntos, empate a 1, derrota a 0). El desempate final se basa en los siguientes criterios:
- El número de puntos.
- La diferencia de goles general.
- El número de goles marcados.

## Equipos participantes

### Equipos por departamento
| Departamento | N.º | Equipos              |
| ------------ | --- | -------------------- |
| San Salvador | 2   | Alianza, Árabe Marte |
| San Miguel   | 2   | Águila, Dragón       |
| Santa Ana    | 1   | FAS                  |
| La Libertad  | 1   | ADET                 |
| Usulután     | 1   | Luis Ángel Firpo     |
| La Unión     | 1   | Municipal Limeño     |
| La Paz       | 1   | Santa Clara          |
| Sonsonate    | 1   | Sonsonate            |

### Información de los equipos
| Equipo           | Entrenador            | Ciudad             | Estadio                |
| ---------------- | --------------------- | ------------------ | ---------------------- |
| ADET             | Luis Ángel León       | Talnique           | Hanz Usko              |
| Águila           | Carlos Viera          | San Miguel         | Juan Francisco Barraza |
| Alianza          | Reno Renucci          | San Salvador       | Cuscatlán              |
| Árabe Marte      | José Luis Rugamas     | San Salvador       | Cuscatlán              |
| Dragón           | Desconocido           | San Miguel         | Juan Francisco Barraza |
| FAS              | Óscar Emigdio Benítez | Santa Ana          | Óscar Alberto Quiteño  |
| Luis Ángel Firpo | Nelson Brizuela       | Usulután           | Sergio Torres Rivera   |
| Municipal Limeño | Desconocido           | Santa Rosa de Lima | Ramón Flores Berríos   |
| Santa Clara      | Manuel Mejia          | San Luis Talpa     | Desconocido            |
| Sonsonate        | Desconocido           | Sonsonate          | Ana Mercedes Campos    |

### Cambio de entrenadores
| Equipo           | Entrenador saliente | Tipo de salida | Fecha de salida     | Reemplazado por    | Fecha de llegada |
| ---------------- | ------------------- | -------------- | ------------------- | ------------------ | ---------------- |
| ADET             | Luis Ángel León     | Renuncia       | 1999                | Juan Quarentone    | 1999             |
| Luis Ángel Firpo | Nelson Brizuela     | Despedido      | 28 de marzo de 1999 | Julio Escobar      | 1999             |
| Árabe Marte      | José Luis Rugamas   | Despedido      | 1999                | Juan Ramón Paredes | 1999             |

## Fase de clasificación

### Tabla de clasificación
| Pos.                  | Equipos               | PJ  | PG | PE | PP | GF  | GC  | Dif. | Pts. |
| --------------------- | --------------------- | --- | -- | -- | -- | --- | --- | ---- | ---- |
| 1.                    | FAS                   | 18  | 9  | 6  | 3  | 28  | 16  | +12  | 33   |
| 2.                    | Árabe Marte           | 18  | 8  | 7  | 3  | 30  | 23  | +7   | 31   |
| 3.                    | Luis Ángel Firpo      | 18  | 8  | 6  | 4  | 25  | 18  | +7   | 30   |
| 4.                    | Águila                | 18  | 7  | 6  | 5  | 18  | 13  | +5   | 27   |
| 5.                    | Municipal Limeño      | 18  | 5  | 8  | 5  | 27  | 27  | 0    | 23   |
| 6.                    | Alianza               | 18  | 4  | 10 | 4  | 24  | 20  | +4   | 22   |
| 7.                    | Dragón                | 18  | 3  | 10 | 5  | 16  | 20  | -4   | 19   |
| 8.                    | ADET                  | 18  | 5  | 4  | 9  | 22  | 28  | -6   | 19   |
| 9.                    | Santa Clara           | 18  | 5  | 4  | 9  | 21  | 35  | -13  | 19   |
| 10.                   | Sonsonate             | 18  | 3  | 5  | 10 | 24  | 35  | -11  | 14   |
| Equipos Clausura 1999 | Equipos Clausura 1999 | 180 | 57 | 66 | 57 | 235 | 235 | 0    | 237  |

|  | Líder, clasificado para las semifinales. |
|  | Clasificados para las semifinales.       |
|  | Descendido.                              |

### Resumen de resultados
| Local / Visita                            | ADET  | ÁGU   | AFC   | ÁTM   | DRA   | FAS   | LÁF   | LIM   | STC   | SON   |
| ----------------------------------------- | ----- | ----- | ----- | ----- | ----- | ----- | ----- | ----- | ----- | ----- |
| ADET                                      |       | 0 - 1 | 1 - 0 | 0 - 1 | 1 - 1 | 1 - 1 | 2 - 1 | 0 - 1 | 1 - 2 | 2 - 1 |
| Águila                                    | 1 - 0 |       | 0 - 0 | 2 - 2 | 0 - 0 | 0 - 0 | 1 - 2 | 1 - 0 | 1 - 2 | 2 - 0 |
| Alianza                                   | 2 - 1 | 0 - 2 |       | 3 - 1 | 1 - 1 | 1 - 3 | 1 - 1 | 2 - 2 | 7 - 0 | 0 - 0 |
| Árabe Marte                               | 1 - 0 | 2 - 0 | 1 - 1 |       | 2 - 1 | 2 - 0 | 1 - 1 | 2 - 2 | 2 - 3 | 3 - 3 |
| Dragón                                    | 2 - 2 | 1 - 1 | 2 - 2 | 0 - 1 |       | 0 - 0 | 1 - 1 | 0 - 0 | 2 - 0 | 2 - 1 |
| FAS                                       | 3 - 0 | 2 - 1 | 2 - 0 | 3 - 1 | 0 - 1 |       | 1 - 0 | 3 - 1 | 2 - 2 | 3 - 1 |
| Luis Ángel Firpo                          | 4 - 2 | 1 - 3 | 1 - 1 | 0 - 0 | 1 - 0 | 1 - 1 |       | 2 - 1 | 4 - 0 | 2 - 0 |
| Municipal Limeño                          | 4 - 2 | 1 - 1 | 1 - 1 | 0 - 2 | 2 - 0 | 3 - 2 | 1 - 3 |       | 2 - 0 | 2 - 2 |
| Santa Clara                               | 1 - 4 | 0 - 2 | 0 - 0 | 2 - 3 | 3 - 0 | 1 - 1 | 0 - 2 | 2 - 2 |       | 0 - 1 |
| Sonsonate                                 | 2 - 3 | 1 - 0 | 1 - 2 | 2 - 4 | 2 - 2 | 1 - 2 | 2 - 1 | 2 - 2 | 2 - 3 |       |
| Última actualización: 30 de marzo de 2021 |       |       |       |       |       |       |       |       |       |       |

## Fase final

### Eliminatorias
|  | Semifinales                               | Semifinales                               | Semifinales                               | Semifinales                               | Semifinales                               |   |    | Final      | Final      | Final      |  |
|  | 15 y 16 de mayo (ida) 22 de mayo (vuelta) | 15 y 16 de mayo (ida) 22 de mayo (vuelta) | 15 y 16 de mayo (ida) 22 de mayo (vuelta) | 15 y 16 de mayo (ida) 22 de mayo (vuelta) | 15 y 16 de mayo (ida) 22 de mayo (vuelta) |   |    | 30 de mayo | 30 de mayo | 30 de mayo |  |
|  |                                           |                                           |                                           |                                           |                                           |   |    |            |            |            |  |
|  |                                           |                                           |                                           |                                           |                                           |   |    |            |            |            |  |
|  | 1°                                        | FAS                                       | 2                                         | 1                                         | 3                                         |   |    |            |            |            |  |
|  | 1°                                        | FAS                                       | 2                                         | 1                                         | 3                                         |   |    |            |            |            |  |
|  | 4°                                        | Águila                                    | 2                                         | 0                                         | 2                                         |   |    |            |            |            |  |
|  | 4°                                        | Águila                                    | 2                                         | 0                                         | 2                                         |   | 1° | FAS        | 1 (4)      |            |  |
|  |                                           |                                           |                                           |                                           |                                           |   | 1° | FAS        | 1 (4)      |            |  |
|  |                                           |                                           | 3°                                        | Luis Ángel Firpo                          | 1 (5)                                     |   |    |            |            |            |  |
|  | 2°                                        | Árabe Marte                               | 3°                                        | Luis Ángel Firpo                          | 1 (5)                                     | 0 | 1  | 1          |            |            |  |
|  | 2°                                        | Árabe Marte                               |                                           |                                           |                                           | 0 | 1  | 1          |            |            |  |
|  | 3°                                        | Luis Ángel Firpo                          | 2                                         | 0                                         | 2                                         |   |    |            |            |            |  |
|  | 3°                                        | Luis Ángel Firpo                          | 2                                         | 0                                         | 2                                         |   |    |            |            |            |  |
|  |                                           |                                           |                                           |                                           |                                           |   |    |            |            |            |  |

### Semifinales
| Fechas          | Local en la vuelta | Global | Local en la ida  | Ida   | Vuelta | Llave |
| --------------- | ------------------ | ------ | ---------------- | ----- | ------ | ----- |
| 15 y 22 de mayo | FAS                | 3 - 2  | Águila           | 2 - 2 | 1 - 0  | 1     |
| 16 y 22 de mayo | Árabe Marte        | 1 - 2  | Luis Ángel Firpo | 0 - 2 | 1 - 0  | 2     |

### Final
| 30 de mayo de 1999 | FAS                                                           | 1 - 1 (4 - 5 p.)           | Luis Ángel Firpo                                            | Estadio Cuscatlán, San Salvador |  |
|                    | J. Wagner 54' (pen.)                                          |                            | 12' M. Dos Santos                                           |                                 |  |
|                    |                                                               | Tiros desde el punto penal |                                                             |                                 |  |
|                    | B. Cubías · Iraheta · R. Cuéllar · Jorge Wagner · F. Gonzalez |                            | M. Alfaro · C. Borja · C. Rodríguez · N. De Mello · R. Toro |                                 |  |

|                                     |
| Campeón Luis Ángel Firpo 6.° título |